# Unité urbaine de Blois
L'unité urbaine de Blois est une unité urbaine française centrée sur Blois, préfecture et ville principale du département de Loir-et-Cher, au cœur de la cinquième agglomération urbaine de la région Centre-Val de Loire.

## Données générales
En 2010, selon l'Insee, l'unité urbaine était composée de sept communes.
En 2020, à la suite d'un nouveau zonage, elle est composée des sept mêmes communes.
En 2022, avec 68 569 habitants, elle représente la 1re unité urbaine du département de Loir-et-Cher et occupe le 5e rang dans la région Centre-Val de Loire.
En 2022, sa densité de population s'élève à 573 hab/km2. Par sa superficie, elle ne représente que 1,9 % du territoire départemental mais, par sa population, elle regroupe 20,84 % de la population du département de Loir-et-Cher.

## Composition 2020 de l'unité urbaine
Elle est composée des sept communes suivantes :
| Nom                      | Code Insee | Département  | Statut       | Superficie (km2) | Population (dernière pop. légale) | Densité (hab./km2) | Modifier                                    |
| ------------------------ | ---------- | ------------ | ------------ | ---------------- | --------------------------------- | ------------------ | ------------------------------------------- |
| Blois (ville-centre)     | 41018      | Loir-et-Cher | ville-centre | 37,46            | 47 092 (2022)                     | 1 257              | modifier les données · modifier les données |
| La Chaussée-Saint-Victor | 41047      | Loir-et-Cher | banlieue     | 6,63             | 4 488 (2022)                      | 677                | modifier les données · modifier les données |
| Huisseau-sur-Cosson      | 41104      | Loir-et-Cher | banlieue     | 22,79            | 2 293 (2022)                      | 101                | modifier les données · modifier les données |
| Saint-Denis-sur-Loire    | 41206      | Loir-et-Cher | banlieue     | 12,40            | 904 (2022)                        | 73                 | modifier les données · modifier les données |
| Saint-Gervais-la-Forêt   | 41212      | Loir-et-Cher | banlieue     | 8,97             | 3 184 (2022)                      | 355                | modifier les données · modifier les données |
| Villebarou               | 41276      | Loir-et-Cher | banlieue     | 9,11             | 2 558 (2022)                      | 281                | modifier les données · modifier les données |
| Vineuil                  | 41295      | Loir-et-Cher | banlieue     | 22,34            | 8 050 (2022)                      | 360                | modifier les données · modifier les données |

## Évolution démographique
| 1968   | 1975   | 1982   | 1990   | 1999   | 2006   | 2011   | 2016   | 2022   |
| ------ | ------ | ------ | ------ | ------ | ------ | ------ | ------ | ------ |
| 53 146 | 62 507 | 62 622 | 66 925 | 67 935 | 68 410 | 67 004 | 66 798 | 68 569 |

#### Données générales
- Unité urbaine en France
- Aire d'attraction d'une ville
- Liste des unités urbaines de France

#### Données démographiques en rapport avec l'unité urbaine de Blois
- Aire d'attraction de Blois
- Arrondissement de Blois

#### Données démographiques en rapport avec le Loir-et-Cher
- Démographie de Loir-et-Cher